# Мала Глумча
Мала́ Глумча́ — село в Україні, у Звягельському районі Житомирської області. Населення становить 742 осіб. Входить до складу Ємільчинської селищної громади.

## Історія
У 1906 році село Емільчинської волості Новоград-Волинського повіту Волинської губернії. Відстань від повітового міста 48 верст, від волості 18. Дворів 108, мешканців 662.
Під час загострення комуно-сталінських репресій проти українського народу в 30-і роки минулого століття органами НКВС було безпідставно заарештовано і позбавлено волі на різні терміни 15 мешканців села, з яких 3 чол. розстріляно.
Нині всі постраждалі від тоталітарного режиму реабілітовані і їхні імена встановлені: Андрійчук Василь Артемович, Андрійчук Григорій Лугинович, Андрійчук Михайло Васильович, Андрійчук Олексій Артемович, Боровик Варвара Омелянівна, Боровик Омелян Пилипович, Дем'янчук Адам Дмитрович, Дем'янчук Василь Логвинович, Дем'янчук Олександр Логвинович, Наумович Антон Миколайович, Пернак Антон Йосипович, Підгулевська Марія Костантинівна, Серпутько Архип Іванович, Філоненко Марта Павлівна, Сковородюк Юхим Петрович.